# Guidimaka
Guidimaka (arabisk: ولاية كيدي ماغة) er en region beliggende i den sydligste spids af Mauretanien, og grænser i sydøst til Mali og i sydvest til Senegal. Guidimaka er inddelt i 2 departemnter (moughataa).
| Departementer ("moughataa") | Indbyggertal (2000) | Kommuner (hovedstaden øverst) |                                       |
| --------------------------- | ------------------- | --- | ------------------------------------- |
| Ould Yengé                  | 49.496              | - Ould Yengé - Leebelli, 11.073 indbyggere - Tektake, 5.649 indbyggere - Dafor, 11.593 indbyggere - Bouanzé, 6.905 indbyggere - Lahraj, 6.360 indbyggere - Leaweinat, 2.881 indbyggere |                                       |
| Sélibabi                    | 49.496              | - Sélibabi - Souvi, 5.091 indbyggere - Baydam, 9.234 indbyggere - Wompou, 9.859 indbyggere - Gouraye, 18.073 indbyggere - Ghabou, 21.700 indbyggere - Arr, 12.232 indbyggere - Ajar, 11.331 indbyggere - Ould M'Bonny, 5.128 indbyggere - Tachott, 9.438 indbyggere - Hassi Cheggar, 10.936 indbyggere | De fleste lever som bønder, og hyrder |

## Eksterne kilder og henvisninger
- Statistik for Guidimagha
- Om Guidimakha Arkiveret 4. marts 2012 hos  Wayback Machine (fransk)

15°23′N 12°21′V / 15.383°N 12.350°V
|  | Infoboks uden skabelon Denne artikel har en infoboks dannet af en tabel eller tilsvarende. |